# Nikkei 225

Nikkei 225

Nikkei 225 (日経平均株価 Nikkei heikin kabuka, 日経225) là chỉ số giá bình quân gia quyền của 225 loại cổ phiếu (tính bằng đồng yen Nhật) lớn nhất tại Tokyo.

## Hình thành
Chỉ số thị trường chứng khoán cho Sàn giao dịch chứng khoán Tokyo (Tokyo Stock Exchange - TSE) bắt đầu có hiệu lực từ 16 tháng 5 năm 1949, và bắt đầu được tính toán từ 7 tháng 9 năm 1950. Kể từ năm 1971, báo Nihon Keizai Shimbun (Japan Economic Journal), gọi tắt là "Nikkei", nhận trách nhiệm tính toán chỉ số này hàng ngày với cái tên Nikkei Dow Jones Stock Average. Đến năm 1985, thì chính thức chỉ số này có tên gọi Nikkei 225.

## Cách tính
Nikkei 225 tương lai được tính bởi Sở Giao dịch chứng khoán Osaka (OSE), Sở giao dịch hàng hoá Chicago (CME) và Sở giao dịch Singapore (SGX) đây là 3 nơi chuyên tính các chỉ số chúng khoán quốc tế tương lai.
Mức cao nhất của chỉ số này là vào ngày 29 tháng 12 năm 1989 vào thời điểm giao dịch trong ngày đã có lúc đạt 38.957,44 trước khi đóng cửa ở mức 38.915,87. Mức cao nhất của nó hiện nay vào khoảng 24.500 điểm (tháng 9 năm 2018).